# 親密さ
『親密さ』（しんみつさ）は、濱口竜介監督・脚本による2012年の日本のドラマ映画である。

## キャスト
- 沢村令子 - 平野鈴
- 良平 / 野口衛 - 佐藤亮
- 伊東文 / 金森佳代子 - 伊藤綾子
- 三木邦夫 - 田山幹雄
- 手塚うらら / 野口ゆきえ - 手塚加奈子
- 仲村太郎 / 多田真之介 - 新井徹
- 西島晃 / 小宮山ノボル - 菅井義久
- 香取明子 / 汐見悦子 - 香取あき
- 林健介 / 店員1 - 土谷林福
- 渡部秀典 / 店員2 - 渡辺拓真

## 製作
ENBUゼミナールの映像俳優コースの卒業制作として製作された。

## 上映
2012年7月28日、「濱口竜介レトロスペクティヴ」にて上映される。2013年5月25日よりポレポレ東中野にて2週間単独でロードショー。2013年11月13日、第35回ぴあフィルムフェスティバルで上映される。

## 評価
2012年に「濱口竜介レトロスペクティヴ」で上映された際、『Nobody』誌の結城秀勇は、本作が「おそらくこれまでのキャリアよりもこれからのキャリアの方が映画史において大きな意味をもちうるだろう、将来性に満ちあふれたまだ若い監督に対する『レトロスペクティヴ』といういささか倒錯的な試みの中心」にある、と指摘した。
一方、藤井仁子は「『親密さ』には名のあるスターは出ておらず、演技経験の浅い、通常の商業映画であれば現時点で重要な役が回ってくることはまずありえない若者だけでキャストが固められている」が、「はじめから『映画的』であるわけではない彼らの顔と声が、映画が進むにつれてスターに成長していくというのではなく、小さく、また弱くあるままで思いがけない輝きを放っていくさまは感動的」と評価した。
梅本洋一によって2012年度ベストの一本に選ばれた。